# Georgica

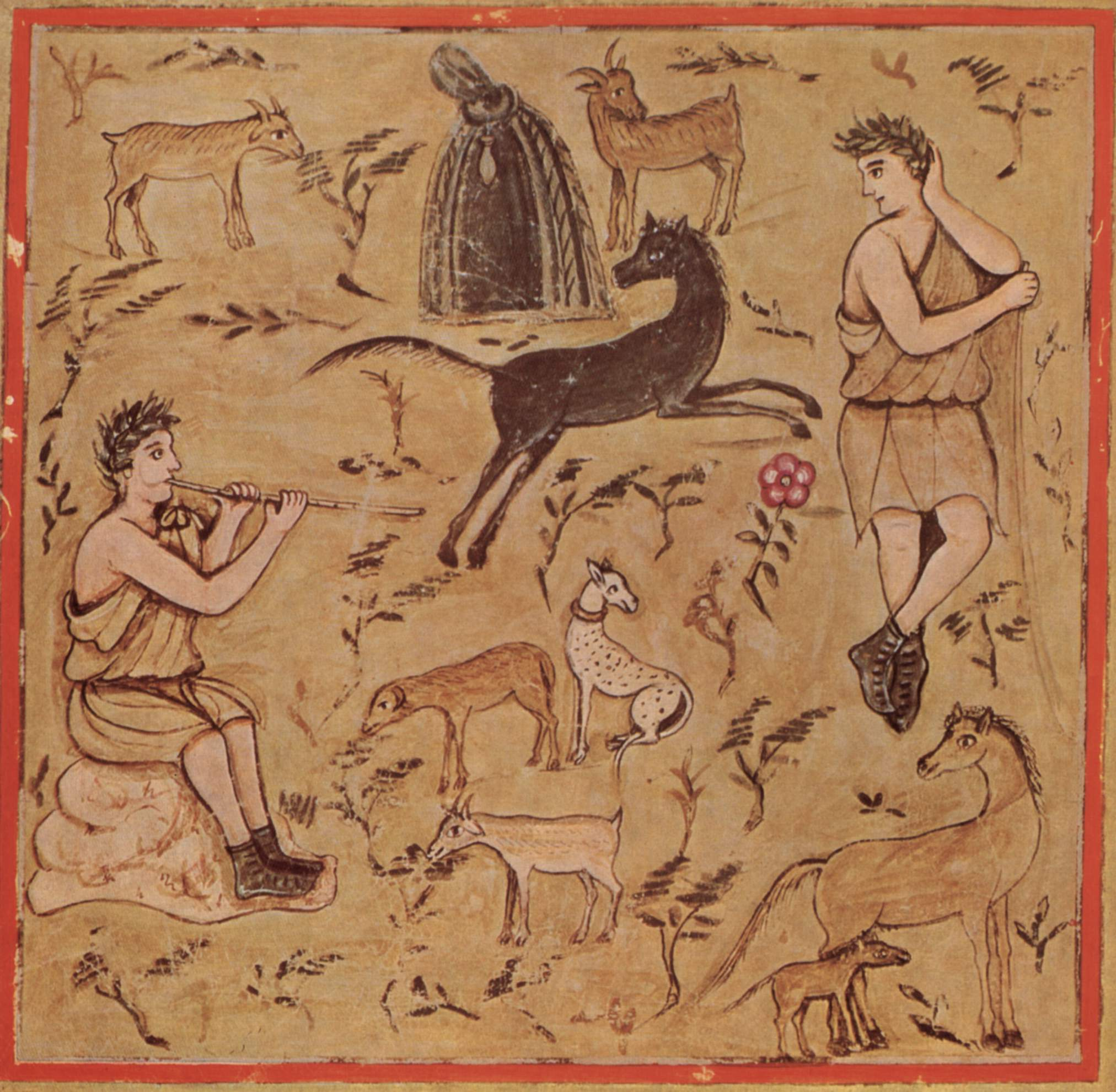
Georgica Boek III, Herder met kudde, Vergilius Romanus

Georgica is een leerdicht over de landbouw, geschreven door de Romeinse dichter Vergilius tussen 37 en 28 v.Chr.
Met de Georgica bracht Vergilius hulde aan het leven op het platteland. Maecenas vroeg het te schrijven om de landvlucht en de verwaarlozing van de landerijen tegen te gaan. De Georgica is echter geen handboek voor de boeren: Vergilius beschrijft in vier boeken ("zangen") achtereenvolgens de landbouw (I), de bos- en wijnbouw (II), de veeteelt (III) en de bijenteelt (IV). In dat laatste boek wordt het verhaal van de mythische bijenkweker Aristaeus verteld, wiens bijen plotseling stierven. In dit verhaal verwerkte Vergilius de mythe van Orpheus en Eurydice. Louter praktische beschrijvingen en lyrische beschrijvingen worden afgewisseld.
Voor het werk liet Vergilius zich inspireren door de Werken en Dagen van de Griekse dichter Hesiodos (8e eeuw voor Christus). Zo is de Georgica net als de Werken en Dagen een gedicht over de landbouw in de dactylische hexameter, een metrum dat Vergilius overigens ook in zijn Aeneïs hanteerde.

## Nederlandse vertalingen
- Lantgedichten, vertaald door Joost van den Vondel in proza (1646) en in verzen (1660)
- Het boerenbedrijf, vertaald en van aantekeningen voorzien door Ida Gerhardt, 1949
- Het boerenboek Georgica, vertaald door Anton van Wilderode, 1975, OCLC 66974034
- De Georgica van Vergilius, vertaald door L.P. van den Blink, 1998, in eigen beheer uitgegeven
- Georgica – Landleven, tweetalige editie vertaald door Piet Schrijvers, 2004, ISBN 9789065544643
- Vergilius' bijentuin. Vertaling van zang IV. Vertaling en toelichting door Marguerite Prakke, 2016. Natuurmedia Uitgeverij.

- Biblioteca Nacional de España: XX2227113
- Bibliothèque nationale de France: cb120083246 (data)
- Gemeinsame Normdatei: 4249256-7
- Library of Congress Control Number: n81014321
- Nationale bibliotheek van Australië: 35579964
- Nationale Bibliotheek van Israël: 987007595289305171
- Système universitaire de documentation: 028585275
- Virtual International Authority File: 248145424558486830832